# إمره تيتيكل
إمره تيتيكل (بالتركية: Emre Tetikel) (من مواليد 2 أغسطس 1985)، ممثل في السينما والمسلسلات التلفزيونية والمسرح والمؤلف ومدرس المسرح اشتهر بدور «برك» في فيلم "Ayakta Kal" و «شاهين» في مسلسل "Karagül" التلفزيوني في تركيا.

## حياة سابقة
أصل الفنان من تيكيرداغ، ولد ونشأ في تكيرداغ عام 1985. تخرج من مدرسة نامق كمال الثانوية. إمره تتیکل، الذي كان مهتمًا تمامًا بالتمثيل خلال مدرسته الثانوية والتعليم الثانوي، شارك في مسرح مدينة تكيرداغ ومجموعات مسرحية للهواة.

## السيرة الفنية
غادر تيتيكل تكيرداغ للتعليم الجامعي واستقر في إسطنبول وتخرج من جامعة نيوبورت بكاليفورنيا مع نظام تعليم عن بعد في إدارة الأعمال الإنجليزية. في عام 2008، التقى سلجوق أولورغوفين. حصلت أنواع المسرح مثل Uluergüven و Aykut Oray على تعليم مسرحي، وشاركت في العديد من المسرحيات معًا وأصبحوا محترفين. واصل تعليمه التمثيلي في مركز بهارية للفنون، ومعهد الفنون المسرحية في نيويورك، وأكاديمية نيويورك للأفلام، ودراما إيكول. شارك في الإعلانات التلفزيونية والإنترنت خلال سنوات دراسته. في عام 2008، قام بتصوير شخصية «مورفي مكماهون» في المسلسل التلفزيوني Dur Yolcu ، وظهر في مسلسل تلفزيوني لأول مرة.
ولعب شخصية «برك» في فيلمه الرئيسي الأول "Ayakta Kal" الذي صدر في 16 يناير 2009. بعد بضع إعلانات تجارية، أفلام ومسلسلات، حاز على تقدير الجمهور التركي بشخصية «شاهين» التي لعبها في مسلسل "Karagül". أحيا شخصية «إنجين» في "Son Çıkış". كما صور شخصية «تيومان» في المسلسل التلفزيوني Adini Sen Koy في عام 2019. عمل مدرسًا مسرحيًا في العديد من الكليات ومؤسسات تعليم التمثيل الخاصة في تيكيرداغ وإسطنبول، وقام بتدريب الطلاب على التعليم الكونسرفتوار.
هو أيضًا مؤلف. لديه رواية بعنوان "Yalniz Ask’a Siginmak" نشرت عام 2015.

## فيلموغرايا

### مسلسل تلفزيونى
| مسلسل تلفزيونى | مسلسل تلفزيونى | مسلسل تلفزيونى | مسلسل تلفزيونى    | مسلسل تلفزيونى |
| عام            | عنوان          | وظيفة          | مخرج              | ملاحظات        |
| -------------- | -------------- | -------------- | ----------------- | -------------- |
| 2008           | توقف الركاب    | مورفي مكماهون  | إسماعيل جونيش     | ممثل دور قيادي |
| 2009           | نساء صغيرات    | مورات          | هاكان أرسلان      | ممثل دور داعم  |
| 2010           | سكين حاد       | هارون          | ياسين أوسلو       | ممثل دور داعم  |
| 2014           | قانون الحب     | شورب هليل      | چاغاتای توسون     | ممثل دور داعم  |
| 2015           | وردة سوداء     | شاهین          | مورات ساراچوغلو   | ممثل دور قيادي |
| 2015           | آخر خروج       | أنجين          | آیهان اوزن        | ممثل دور قيادي |
| 2017           | يراعة          | برک            | باریش یوش         | ممثل دور داعم  |
| 2018           | سمها ما شئت    | تئومان         | فولیا یاووز اوغلو | ممثل دور قيادي |

### فیلم
| فیلم | فیلم            | فیلم              | فیلم         | فیلم           |
| عام  | عنوان           | وظيفة             | مخرج         | ملاحظات        |
| ---- | --------------- | ----------------- | ------------ | -------------- |
| 2009 | انهض            | برک               | عدنان جولر   | ممثل دور قيادي |
| 2013 | مكاني من المودة | بورسين            | بولنت اسبلين | ممثل دور داعم  |
| 2015 | انقلاب          | نائب المدعي العام | ياسين أوسلو  | ممثل دور داعم  |

### أغنية مصورة
| أغنية مصورة | أغنية مصورة | أغنية مصورة | أغنية مصورة        | أغنية مصورة   | أغنية مصورة                     |
| عام         | إسم الأغنية | مغني        | مخرج               | وظيفة         | ملاحظات                         |
| ----------- | ----------- | ----------- | ------------------ | ------------- | ------------------------------- |
| 2010        | مثل الرقة   | هانده ینر   | داملا دمیرجی اوغلو | كل الأدوار    | جائزة أفضل ممثل لأفضل فيلم قصير |
| 2016        | منفصلان     | لونت دورتر  | نامشخص             | الدور الرئيسي | ممثل دور قيادي                  |

### عرض مسرحي
| عرض مسرحي | عرض مسرحي               | عرض مسرحي  | عرض مسرحي        |
| عام       | عنوان                   | وظيفة      | مخرج             |
| --------- | ----------------------- | ---------- | ---------------- |
| 2005      | حلم ليلة في منتصف الصيف | تیزوس      | سلجوق أولورغوفين |
| 2008      | رجبم رجبم               | محتار      | سلجوق أولورغوفين |
| 2009      | عمل فكاهي               | دور الخليط | سلجوق أولورغوفين |
| 2009      | ما وراء الجدران         | طفل        | سلجوق أولورغوفين |
| 2010      | متجر                    | دور الخليط | امره کارائوغلو   |

### اعلانات تجارية
| اعلانات تجارية | اعلانات تجارية            |
| عام            | العلامة التجارية / المنتج |
| -------------- | ------------------------- |
| 2003           | بنك ياب كريدي             |
| 2004           | مرسیدس بنز                |
| 2005           | لاكوست                    |
| 2006           | آوون                      |
| 2007           | مای نت دات کام            |
| 2008           | مک کلین                   |
| 2009           | ويفر البيلا (3 أجيال)     |

### فهرس
| عنوان | موضوع | اسم                    | لغة الكتابة | عدد الصفحات | سنة النشر | رقم ISBN         | نوع الكتاب | تصنيف المبيعات              |
| ----- | ----- | ---------------------- | ----------- | ----------- | --------- | ---------------- | ---------- | --------------------------- |
| رواية | حب    | اللجوء إلى الحب الوحيد | ترکی        | 208 صفحه    | 2015      | 978-6-05479995-4 | بوستيجا    | المرتبة 16 من أفضل 20 رواية |

## وصلات خارجية
- إمره تتیکل على موقع IMDb (الإنجليزية)
- إمره تتیکل على موقع قاعدة بيانات الفيلم (الإنجليزية)
- إمره تتیکل على موقع كينوبويسك (الروسية)